# Riccia ampullacea
Riccia ampullacea là một loài rêu trong họ Ricciaceae. Loài này được Perold mô tả khoa học đầu tiên năm 1990.